# Adam Holm Jørgensen
Adam Holm Jørgensen (1 september 2002, Frederiksberg) is een Deense wielrenner die onder contract staat bij Team ColoQuick.

## Carrière
In 2020 werd hij derde in het algemene klassement van de Zwitserse wielerwedstrijd Grand Prix Rüebliland.
Per begin 2021 stapte Jørgensen over van Team ABC Junior naar het continentale team BHS-PL Beton Bornholm. In 2021 won hij samen met BHS-PL Beton Bornholm het Deense kampioenschap voor ploegentijdrijden. In 2022, zijn tweede jaar bij de ploeg, won hij de derde etappe in de Ronde van de Toekomst. Tot en met juli 2023 reed hij bij de Deense ploeg, waarna hij het jaar afrondde als stagiair bij Team BikeExchange-Jayco. Hij nam aan enkele eendaagse wedstrijden deel zoals de Grote Prijs van Wallonië en Parijs-Chauny. In 2024 reed hij een jaar bij Hagens Berman Jayco en per 2025 maakte hij de overstap naar wederom een Deense wielerploeg; Team ColoQuick.

## Overwinningen
2022
3e etappe Ronde van de Toekomst
2023
3e etappe Ronde van de Toekomst (TTT)

## Ploegen
- 2021 –  BHS-PL Beton Bornholm
- 2022 –  BHS-PL Beton Bornholm
- 2023 –  BHS-PL Beton Bornholm
- 2023 –  Team BikeExchange-Jayco (stagiair vanaf 1/8)
- 2024 –  Hagens Berman Jayco
- 2025 –  Team ColoQuick

Balmer · Berhe · Colleoni · Craddock · De Marchi · Dunbar · Durbridge · Engelhardt · Grmay · Groenewegen · Hamilton · Harper · Hepburn · Jansen · Juul-Jensen · Maas · Matthews · Mezgec · O'Brien · Peña · Porter · Pöstlberger · Quick · Reinders · Scotson · Sobrero · Stewart · Štybar · Yates · Zana · Jørgensen (stagiair) · McKenzie (stagiair)